# Klebeck

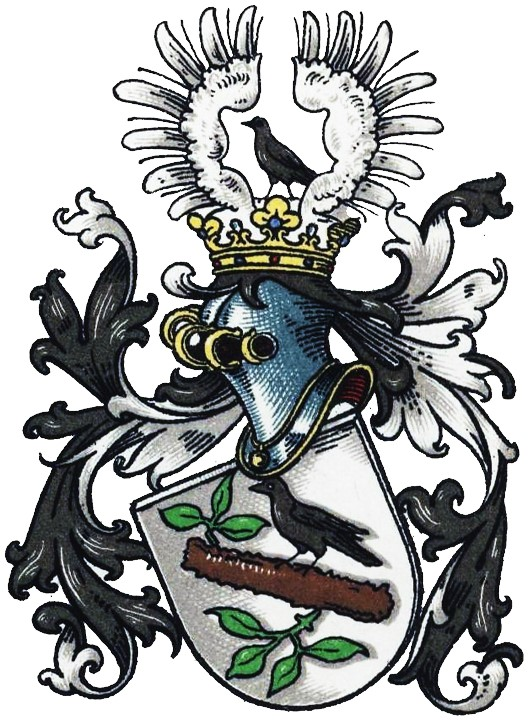
Stammwappen derer von Klebeck

Klebeck ist der Name eines aus Westfalen stammenden, später im Baltikum ansässigen Adelsgeschlechts.

## Geschichte
Das Geschlecht stammt ursprünglich aus dem Hochstift Münster. Der dortige Stammsitz ist jedoch nicht bekannt. Gesichert ist, dass ein Conrad oder Cordt Klebeck zur Zeit des Landmeisters des Deutschen Ordens in Livland Cisse von dem Rutenberg (1424–1433) nach Livland kam und dort mit Gütern belehnt wurde. Derselbe Conrad erscheint nach 1432 als Besitzer von Audrau. Mit einer von Fürstenberg hatte er einen Sohn Conrad von Klebeck, der mit Elisabeth von Hastfer verheiratet war. Aus der Ehe Klebeck-Hastfer entsprang ein Sohn namens Hermann von Klebeck, der 1576 Ramdahten an der Aa besaß und mit Anna von Büldring drei Söhne hatte:
- Wilhelm von Klebeck, Erbherr auf Dannenthal, war mit Elisabeth von Huene verheiratet und hatte mit dieser u. a. einen Sohn namens Johann. Letzterer, ebenfalls Herr zu Dannenthal, wurde 1631 in die kurländische Adelsmatrikel aufgenommen. Johanns Sohn Georg, Herr auf Dannenthal, starb 1640 ohne männliche Erben.[2]
- Eberhard von Klebeck war mit Christina von Rappe verheiratet und hatte mit ihr einen Sohn namens Otto von Klebeck, Herr auf Audrau und Groß Bächhof (Großbaeken) in Kurland. Sein Sohn Heinrich von Klebeck (1594–1660), zunächst Stiftischer Landrat, dann königlich-schwedischer Statthalter von Kokenhusen, erhielt am 3. September 1625 von König Gustav Adolph im Lager von Birsen die Güter Lasdohn und Praulen in Livland verliehen. Heinrich war mit Margarethe von Löwenwolde verheiratet und hatte mit dieser zwei Söhne: Ewert und Otto Gerhard von Klebeck. Ewerts Zweig, welcher Strömbergshof besaß, soll Mitte des 18. Jahrhunderts erloschen sein. Otto Gerhards Zweig, der Lasdohn und Praulen besaß, wurde 1742 und 1745 in Livland immatrikuliert. Otto Gerhards Enkel Carl Gustav war schwedischer Rittmeister und Ordnungsrichter sowie Herr von Lasdohn und Praulen. Carl Gustavs Söhne Ernst Wilhelm von Klebeck (1729–1811), römisch-kaiserlicher Generalmajor, und Carl Otto, Erbherr auf Lasdohn und Praulen, Ordnungsrichter des Wendischen Kreises, erhielten am 22. Juni 1779 den Freiherrenstand, anerkannt mit Landtagsbeschluss vom 29. Juli 1780. Lasdohn wurde von der Familie 1834, Praulen 1845 verkauft.[3]
- Johann von Klebeck besaß Randathen, ebenso sein Sohn Heinrich und Enkel Georg (Gerdt) von Klebeck, dem am 23. April 1630 die Hälfte von Klingenberg in Livland bestätigt wurde, das ihm durch seine Gatte zugefallen war.[4]

Ernst Gideon Burchardt von Klebeck erhielt mit Patent vom 4. Juni 1794 den Baronstitel. Durch Senatsukase vom 4. Oktober 1854 und 28. Februar 1862 und durch vom Kaiser am 22. Januar 1868 bestätigten Reichsratsavis wurde der livländischen Familie von Klebeck der Freiherrenstand anerkannt. Ebenso durch Senatsukas vom 18. Mai 1866, 26. April 1867 und 30. Mai 1888 dem Staatsrat Victor Gideonowitsch und den Söhnen des Johann von Klebeck, d. h. Philipp Victor Reinhold von Klebeck und Leutnant Emil Ernst Karl von Klebeck.
Neben den o. g. Gütern besaß die Familie in Livland seit 1818 Gluhde, seit 1806 Tolkenhof (1834 verpfändet), seit 1803 Bersohn (1834 verpfändet), Deewen und Lubey (beide 1834 verpfändet) und 1818–1828 Kujen.

## Wappen
Blasonierung des Stammwappens: In Silber ein schrägrechts liegender, brauner Ast, oben und unten mit einem grünen Zweig versehen, auf dem ein schwarzer, rechtsgewandter Vogel sitzt. Auf dem gekrönten Helm sitzt der Vogel zwischen einem offenen, silbernen Flug. Die Helmdecken sind schwarz-silbern.

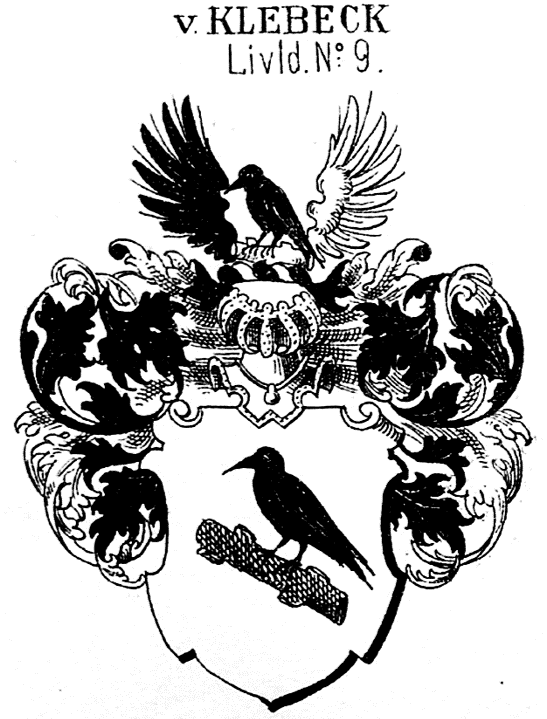
Stammwappen derer von Klebeck bei Siebmacher
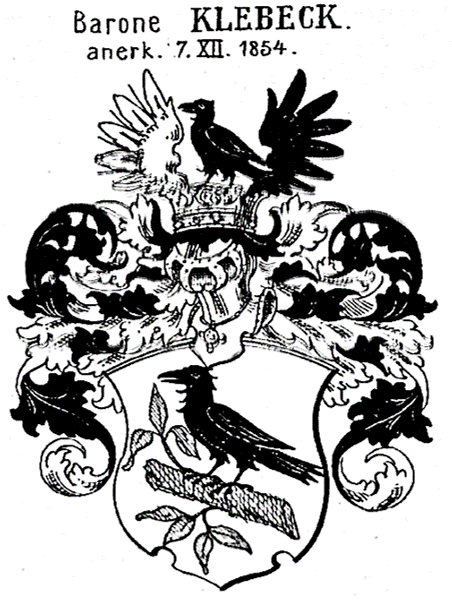
Stammwappen derer von Klebeck bei Siebmacher
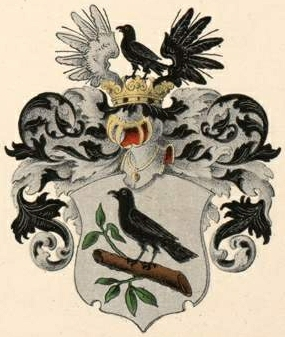
Stammwappen derer von Klebeck im Baltischen Wappenbuch

Blasonierung des vermehrten Freiherrenwappens (1779/1780): Geviert mit Herzschild wie das Stammwappen. In den Feldern 1 und 4 in Rot acht, je oben silbern bordierte, blaue, zweizipfelige Fähnlein, an je paarweise und untereinander verschränkten silbernen Spießen gekreuzt. In den Feldern 2 und 3 in Blau auf grünem Rasen, vorwärtsgekehrt stehend, ein wilder Mann, mit grünem Laub um Haupt und Hüfte bekränzt, eine braune Keule erhebend. Auf dem Schild die Freiherrenkrone mit drei gekrönten Helmen: I. der Mann aus Feld 2 wachsend, II. Ast und Rabe, zwischen offenem von Silber und Rot übereck geteilten Flug, III. die Fähnlein. Die Helmdecken sind rot-golden und blau-silbern.

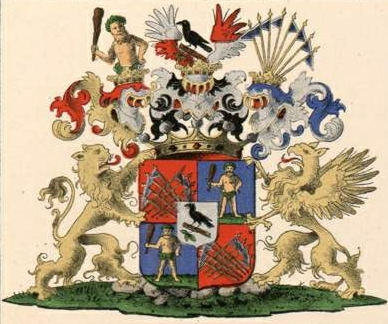
Freiherrenwappen derer von Klebeck
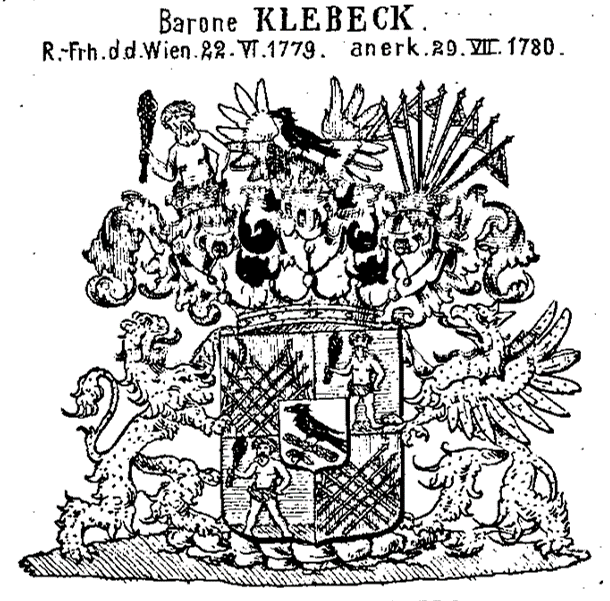
Freiherrenwappen derer von Klebeck bei Siebmacher
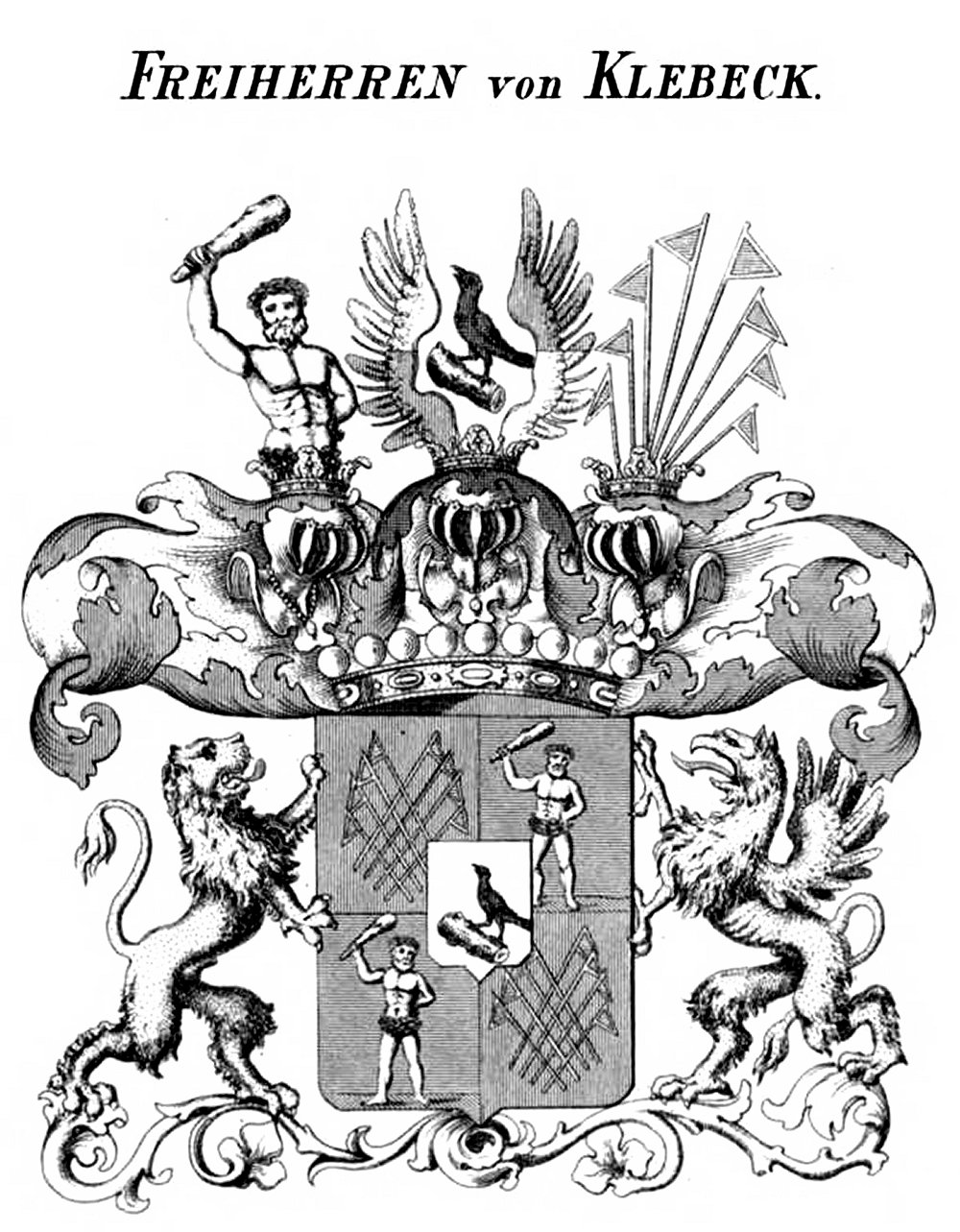
Freiherrenwappen derer von Klebeck bei Tyroff